# Схьёрдал
Схьёрдал (норв. Stjørdal Stjørdalо файле) — коммуна в губернии Нур-Трёнделаг в Норвегии. Административный центр коммуны — город Схьёрдалсхалсен. Официальный язык коммуны — нейтральный. Население коммуны на 2009 год составляло 20 616 чел. Площадь коммуны Схьёрдал — 937,87 км², код-идентификатор — 1714.
Схьёрдал был создан как коммуна с 1 января 1838 года. В 1850 году она была разделена на Верхний Схьёрдал и Нижний Схьёрдал. Позже, в 1874, Верхний Схьёрдал был разделен на две части, а Нижний Схьёрдал в 1902 году на три. Через 50 лет все эти районы были вновь объединены.

## История населения коммуны
Население коммуны за последние 60 лет.

Статистика коммуны Схьёрдал

## Транспорт
Схьёрдал является региональным транспортным центром, который вмещает ряд региональных аэропортов, портовых сооружений, здесь проходит Европейский маршрут E06, и железнодорожные пути.

## Фотогалерея

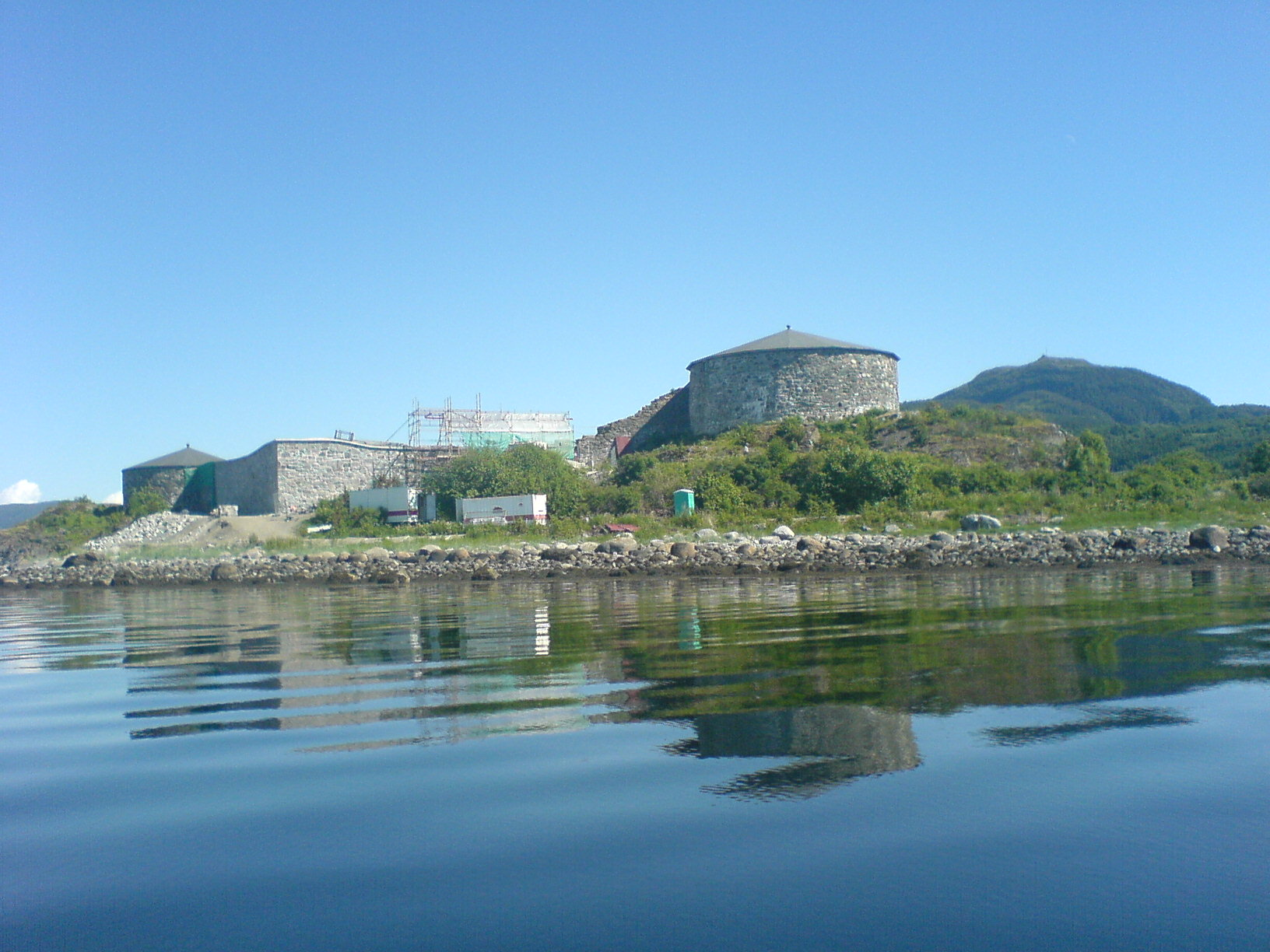
Замок в Схьёрдале, в котором проживает последний архиепископ Норвегии
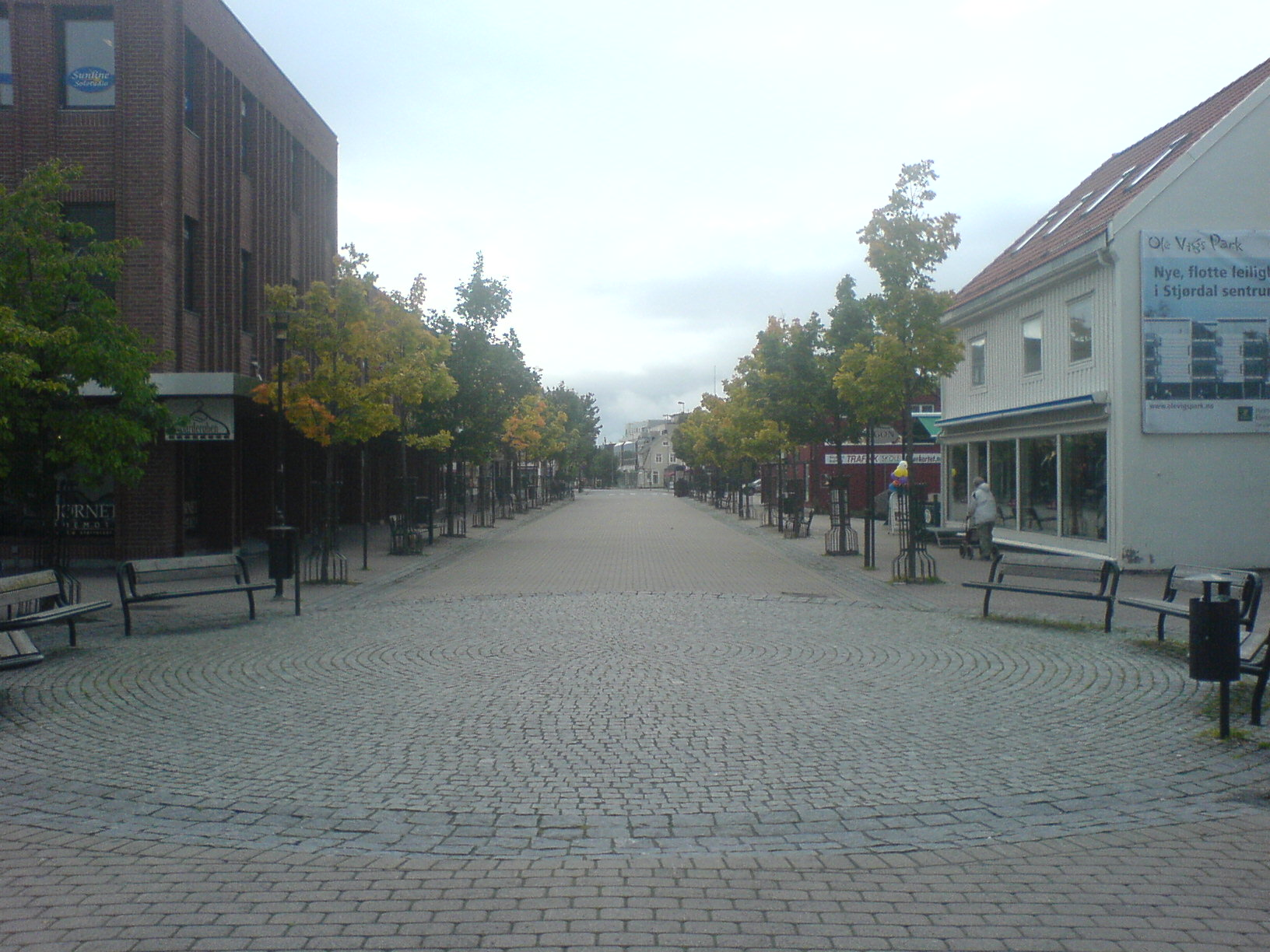
Пешеходная улица в Схьёрдале
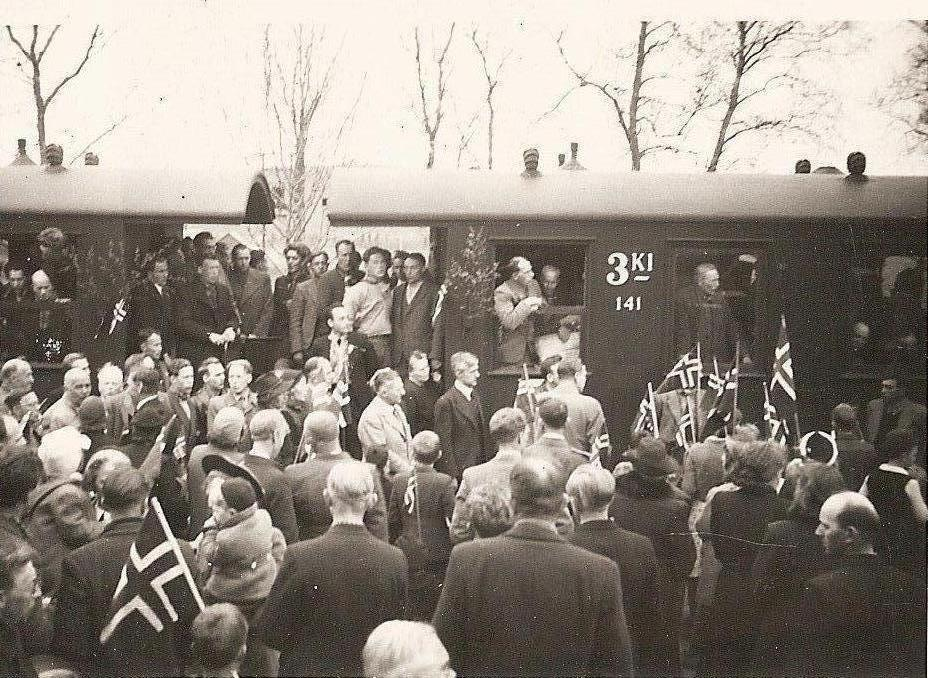
Военные годы